# Luo Yongjia
Luo Yongjia (4 juli 1994) is een Chinese voormalig wielrenner. Luo is gespecialiseerd op de sprintonderdelen bij het baanwielrennen. In 2017 won hij de teamsprint tijdens de Aziatische kampioenschappen baanwielrennen.

## Belangrijkste resultaten
| Jaar | CK                       | AK         | WK                             | Overig |
| ---- | ------------------------ | ---------- | ------------------------------ | ------ |
| 2017 |                          | teamsprint | 8e teamsprint                  |        |
| 2018 |                          | teamsprint | 9e teamsprint                  |        |
| 2019 | 1km tijdrit · teamsprint | teamsprint |                                |        |
| 2020 |                          |            | 10e teamsprint 22e 1km tijdrit |        |
| 2021 |                          |            |                                |        |
| 2022 |                          |            |                                |        |